# 1979

## الأحداث
- نهاية الحرب الباردة في 1979 والتي بدأت في 1962.
- وقوع الحرب الفيتنامية الصينية بداية من 17 فبراير 1979 إلى 16 مارس 1979.
- بداية الحرب الأهلية السلفادورية في 15 أكتوبر 1979 والتي انتهت في 16 يناير 1992.
- نهاية الحرب الأوغندية التنزانية في 1979 والتي بدأت في 1978.
- بداية الغزو السوفييتي لأفغانستان في 25 ديسمبر 1979 والتي انتهت في 15 فبراير 1989.

### يناير
- 1 يناير
  - الولايات المتحدة وجمهورية الصين الشعبية تقيمان علاقات دبلوماسية كاملة.
  - بعد اتفاق تم الاتفاق عليه خلال عام 1978، أكملت شركة صناعة السيارات الفرنسية بيجو عملية الاستحواذ على العمليات الأوروبية التابعة للمصنع الأمريكي كرايسلر، والتي يقع مقرها في المملكة المتحدة مصانع مجموعة رووتز  [لغات أخرى]‏ السابقة، بالإضافة إلى مصانع سيمكا  [لغات أخرى]‏ السابقة في فرنسا.
  - أمين عام الأمم المتحدة كورت فالدهايم يعلن سنة 1979 السنة العالمية للطفل.[1][2][3]
- 7 يناير – الحرب الكمبودية الفيتنامية: يعلن الجيش الشعبي الفيتنامي والمتمردون الكمبوديون سقوط بنوم بنه فيكمبوديا، وانهيار نظام بول بوت الشيوعي. تراجع بول بوت وحزب الخمير الحمر غربًا إلى منطقة على طول الحدود التايلاندية، منهيين بذلك قتالًا واسع النطاق.
- 8 يناير – كارثة جزيرة ويدي: المعروفة باسم حادثة منكب الجوزاء أو كارثة منكب الجوزا حيث انفجرت الناقلة الفرنسية منكب الجوزاء في محطة نفط الخليج في بانتري، أيرلندا؛ قتل في الحادثة 50 شخص.
- 9 يناير – تم عقد حفل موسيقى لليونيسف في الجمعية العامة للأمم المتحدة لجمع الأموال من أجل اليونيسف والترويج لسنة الطفل. يتم بثه في اليوم التالي في الولايات المتحدة وحول العالم. باستضافة بي جيز، من بين الفنانين الآخرين دونا سمر، فرقة آبا الموسيقية، رود ستيوارت وفرقة الأرض والرياح والنار. تم إصدار ألبوم صوتي لاحقًا.

### فبراير
- 1 فبراير - عودة الإمام الخميني إلى إيران بعد نجاح الثورة إسلامية في إيران.
- 11 فبراير - انهيار الدولة البهلوية وإعلان انتصار الثورة الإسلامية في إيران بقيادة روح الله الخميني.
- 9 فبراير - الشاذلي بن جديد رئيسا للجزائر
- 28 فبراير صدور العدد الأول من مجلة ماجد.

### مارس
- 23 مارس - توقيع معاهدة السلام بين مصر وإسرائيل برعاية أمريكا.
- 28 مارس - حادث جزيرة ثري مايل النووي الخطير في الولايات المتحدة الأمريكية.
- التمرد الكردي في إيران 1979

### أبريل
- 1 أبريل - يوم الجمهورية الإسلامية في إيران- قائد الثورة الإسلامية في إيران روح الله الخميني يعلن إيران جمهورية إسلامية بعد استفتاء شعبي عام.
- 11 أبريل - القوات التنزانية تستولي على العاصمة الأوغندية كمبالا وهروب عيدي أمين منها.

### مايو
- 1 مايو - جرينلاند تحصل على الحكم الذاتي.
- 4 مايو - المحافظون يفوزون في الانتخابات البريطانية ومارغريت ثاتشر تعين كرئيسة للوزراء.

### يوليو
- 16 تموز - تولى الرئيس العراقي السابق صدام حسين السلطة خلفا للرئيس أحمد حسن البكر عن طريق انقلاب.
- 22 تموز صدام حسين يقوم بتصفية رفاق من حزب البعث بحادثة قاعة الخلد فيما يُعرف بمجزرة الرفاق بتاريخ 22 يوليو 1979 بعد ستة أيام من وصوله إلى منصب رئاسة الجمهورية العراقية.

### نوفمبر
- 1 نوفمبر
  - انقلاب عسكري في بوليفيا.
  - أزمة الرهائن في إيران: آية الله روح الله الخميني يحث شعبه على التظاهر في 4 نوفمبر وتوسيع الهجمات على المصالح الأمريكية والإسرائيلية.
- 20 نوفمبر - ثورة جهيمان العتيبي في مكة المكرمة والقضاء على ثورته هو ومن معه داخل الحرم المكي لمحاولته قلب النظام السعودي.
- 28 نوفمبر- احتجاجات في القطيف للمطالبة بالمساواة.

### ديسمبر
- 3 ديسمبر
  - كارثة حفل The Who: قُتل أحد عشر مشجعًا خلال تدافع جماهيري للحصول على مقاعد غير محجوزة قبل حفل موسيقى الروك The Who في Riverfront Coliseum في سينسيناتي.
  - انخفض سعر صرف الدولار الأمريكي مع المارك الألماني إلى 1.7079 مارك ألماني، وهو أدنى مستوى على الإطلاق حتى الآن؛ لم يتم كسر هذا الرقم القياسي حتى 5 نوفمبر 1987.
  - آية الله روح الله الخميني يصبح أول مرشد أعلى في جمهورية إيران
- 4 ديسمبر – أدى حريق هاستي في كينغستون أبون هال في إنجلترا، إلى مقتل 3 اطفال وبدأ مطاردة بروس جورج بيتر لي، القاتل الأكثر شهرة في المملكة المتحدة.
- 5 ديسمبر – استقالة جاك لينش من منصب رئيس وزراء أيرلندا. وخلفه تشارلز هوهي.
- 6 ديسمبر – العرض العالمي الأول لفيلم ستار تريك: الفيلم السينمائي أقيم في مؤسسة سميثسونيان في واشنطن.
- 12 ديسمبر
  - قرار الناتو ذو المسار المزدوج: هو قرار الناتو الصادر في 12 ديسمبر 1979، والذي يعرض على حلف وارسو تقييدًا متبادلًا للصواريخ الباليستية متوسطة المدى والصواريخ الباليستية متوسطة المدى بالإضافة إلى التهديد بأنه في حالة الخلاف، سينشر الناتو المزيد من الأسلحة النووية متوسطة المدى في أوروبا الغربية، في أعقاب ما يسمى "أزمة الصواريخ الأوروبية".
  - زلزال توماكو الذي بلغت قوته 8.2 ميجاوات يهز كولومبيا والإكوادور بأقصى مقياس ميركالي المعدل تبلغ IX (عنيفة)، مما أسفر عن مقتل 300-600 شخص، وتوليد تسونامي كبير.
  - انقلاب الثاني عشر من ديسمبر: اللواء تشون دو هوان في الجيش الكوري الجنوبي يأمر باعتقال رئيس أركان الجيش الجنرال جيونج سيونج هوا دون إذن من الرئيس تشوي كيو ها، بدعوى تورطه في اغتيال الرئيس السابق بارك تشونغ هي.
  - تعود ولاية روديسيا غير المعترف بها إلى السيطرة البريطانية وتستأنف استخدام اسم روديسيا الجنوبية.
- 13 ديسمبر – الحكومة الكندية تسقط في اقتراح بسحب الثقة..
- 15 ديسمبر – تم إصدار أول فيلم إخراجي لـهاياو ميازاكي, لوبين الثالث: قلعة كاجليسترو المستوحى من سلسلة المانغا لوبين الثالث في اليابان. The
- 21 ديسمبر – التوقيع على وقف إطلاق نار في روديسيا في لندن.
- 23 ديسمبر – افتتاح أعلى خط ترام جوي في أوروبا، كلاين ماتيرورن في سويسرا
- 24 ديسمبر
  - شن الاتحاد السوفيتي سرًا غزوه على أفغانستان، وبعد 3 أيام، تم إعدام الأمين العام لحزب الشعب الديمقراطي الأفغاني حفيظ الله أمين في عملية العاصفة-333 وحل محله بابراك كرمال، وبدأت الحرب.
  - إطلاق أول صاروخ الأوروبي واطلق عليه اسم آريان .
- 26 ديسمبر – في رودسيا, دخل 96 من مقاتلي الجبهة الوطنية في العاصمة سالزبوري لمراقبة وقف إطلاق النار الذي بدأ في 28 ديسمبر.

## مواليد
- التوقيع على وقف إطلاق النار في روديسيا في لندن.آدم جرفيتس
- آرون هيوز
- آنا تورف
- أحمد فرج المصلي
- أدريان موتو
- أدريانو فيريرا بينتو
- أرتيكا ساري ديفي
- أرسينيو سيباستياو
- أرني فيدريتش
- أسمد سفيان
- أشرف برهوم
- أشرف بزناني
- ألبرت خوركيرا
- ألدو دوتشر
- ألفارو روبيو
- ألكساندر فاسوسكي
- ألكسي نيكولاييف
- أليان نكونغ
- أليساندرو أغوستيني
- أليكساندر فري
- أمير عبد الحميد
- أمير وزيري
- أناتولي تيموشوك
- أنتوني ريفيلير
- أندريا بارولا
- أندريا بيرلو
- أندريه فورونين
- أندي أوبراين
- أندي فان در مايده
- أنطونيو رودريغيز مارتينيز
- أورلاندو إنغيلار
- أولجا كوريلنكو
- أولريكه ألموت زانديج
- أوليفر بارث
- أوليفر بيرنارد
- أوليفييه بلونديل
- أيمن الحريري
- أيمي ديفيدسن
- إبان كوادرادو
- إبراهيم الحكمي
- إبراهيم سعيد
- إبراهيم صادقي
- إدينالدو باتيستا ليبانيو
- إريك أبيدال
- إريك مولر
- إزيكويل كاربوني
- إلينتون أندراند
- إميلي موريسمو
- إيدسون مينديز
- إيرول إيبا
- إيغور غابيلوندو
- إيفان ألونزو
- إيفانجلين ليلي
- إيفيكا أوليتش
- إيلي إيبوي
- إيمرسون بويس
- بابلو أوربايز
- بابلو إيمار
- باتريك أووموييلا
- بارادورن سرايشافان
- باريل موكو
- باولو سيرجيو دا كوستا
- باولو فيريرا
- باولو كاستيليني
- بايا رحولي
- بدرو منديز
- براندون روث
- بريت إيمرتون
- بو سفينسون
- بوبكر باري
- بودي سودارسونو
- بورن بهاو
- بول روبنسون
- بول فريير
- بوناريو أستامان
- بيبات تونكانيا
- بيتر لوكزاك
- بيتر لوكسان
- بير كرولدروب
- بيغوي لوييندولا
- بينك (مغنية)
- بيير بلانوس
- بيير وومي
- تشيزاري ناتالي
- توبياس ليندروث
- تونيزيانو
- تويفيلو موليدا
- تيم كيهيل
- تيم هاوارد
- تيمو تاينيو
- تيمو هيلدبراند
- جاسم محمد
- جال بانج
- جان ألان بومسونغ
- جان فرانسوا غيليه
- جاود كريم
- جاي ديميريت
- جوان دوس سانتوس
- جوانا غارسيا
- جوسوي
- جوليانو روبيرتو أنتونيلو
- جوليين إسكوديه
- جون كارو
- جون ويلكينسون
- جوناثان غرينينغ
- جونيور أغوغو
- جونيور اجوجو
- جيتون كيلمندي
- جيداياس كابوتشو نيفيس
- جيريمي بريتشيت
- جيسون سكوتلاند
- جيسون كوماس
- جيم بلك
- جيم كينغ
- جيمس مكافوي
- جينيفر لوف هيويت
- جيوزيبي ماسكارا
- حسين الجسمي
- حسين السبع
- حسين عشيو
- حلا شيحة
- حمزة ياسف
- حنان الإبراهيمي
- خالد العنقري
- خلف السلامة
- خوسو ساريجي
- خوسيمي
- خوسيه أنطونيو كوليبراس
- خوسيه كليبرسون
- خوسيه موراتون تينو
- خوليو سيزار
- دارن لين بوسمان
- داريو داينيلي
- دافيد ياروليم
- داميان داف
- داميين غريغوريني
- دانيا راميريز
- دانيال تاميت
- دانيلو
- دانييل أرانزوبيا
- دانييل دياز
- دانييل غابيدون
- دانييل ينسين
- دانييلي كونتي
- دميتري بوليكن
- دوني
- ديفد سوازو
- ديفيد بيتزارو
- ديفيد دان
- ديفيد دي سوزا
- ديفيد سوغيت
- ديفيد كورتيز كاباليرو
- ديفيد هيليبويك
- دييغو فورلان
- دييغو والش
- رادوسلاف كوفاتش
- رافاييل تشافر
- رجاء قصابني
- روب بوردون
- روبرت كيندريك
- روبيرتو فيرنانديز ألفاريلوس
- روبين بوليدو
- رودولف سكاتسيل
- رودولفي روتش
- روزاريو دوسن
- روزاموند بايك
- رولاند فييرا
- ريتشارد دن
- ريتشارد غاستن
- ريتشارد هيوز
- ريتشيل كوري
- ريكاردو بونيتو
- ريكاردو فولر
- ريكاردو كاباناس
- ريناتو
- رينيه رينو
- ريه تاناكا
- ريوجي باندو
- زانج زيي
- زلاتان بايراموفيتش
- زولت لوف
- زولتان غيرا
- زومانا كامارا
- زياد شعبو
- سعد علوش
- ستيب بليتيكوسا
- ستيف تشيروندولو
- ستيف سيمونسين
- ستيفان دالما
- ستيفان غريتشنغ
- ستيلان بتروف
- سعاد آيت سالم
- سمير حجاوي
- سوتيريوس كيرغياكوس
- سورين غيونيا
- سونغ تشونغ غوغ
- سيباستيان تشيندزيلورز
- سيباستيان غريمالدي
- سيتي نورهاليزا
- سيدريك كانتي
- سيدني غوفو
- سيرجي إيغناشيفيتش
- سيرجيو بيليسييه
- سيرجيو ماتابوينا
- سيماو سابروسا
- سيمون ديفيز
- شادي أسود
- شادى الدالى
- شو يونلونغ
- شين ديفيز
- شينجي أونو
- طارق السعيد
- عبد العزيز الهليل
- عبد العزيز فاضل
- عبد الله كوني
- عبيد الله كريمي
- عصام تاج
- عمار بن بلقاسم
- عمران هاشمي
- عمرو مصطفى
- غابريالا سبانيك
- غونزالو كولسا
- غيلوم دوكاتيل
- غينارو ساردو
- فابريتسيو ميكولي
- فابريس أبرييل
- فابريس إهريت
- فابيان كاريني
- فابيو أوريليو
- فابيو سيزار
- فابيو سيمبليسيو
- فالديمير شيشيلوف
- فالنتينو روسي
- فرانسليدو دوس سانتوس
- فرانسيس كاسوندي
- فرانسيسكو ييستي
- فرانشيسكو تافانو
- فرانشيسكو فونسيكا
- فريديريك ريبيرو
- فلادا أفراموف
- فلافيو أمادو
- فلو ريدا
- فهد المفرج
- فياتشيسلاف مالافيف
- فيرناندو سوريانو ماركو
- فيرناندو فاريلا راموس
- فيرناندو فيرنانديز
- فيسنتي سانشيز
- فينشينسو غريلا
- فينشينسو ياكوينتا
- كارل وولف
- كارلوس بوكانيغرا
- كارلوس تينوريو
- كارلوس مارتشينا
- كامل مريم
- كاميرون ريتشاردسن
- كاميليونير
- كرس كلاين
- كريس دوتري
- كريستانا لوكن
- كريستوس باتساتزوغلو
- كريستيان تيرليزي
- كريستيان فيلهامسون
- كريستين وودز
- كريغ بيلامي
- كلارك كارليسل
- كلير دينس
- كليف هاتشيلينسا
- كوجي ناكاتا
- كورين بايلي راي
- كوستاس كاتسورانيس
- كوينتون جاكوبس
- كيت هودسون
- كيسوكي تسوبوي
- كيكي ماتيو
- كيلي بروك
- كيم يونغ داي
- كيمي رايكونن
- لارس جاكوبسين
- لامبوروس تشوتوس
- لودوفيك ماغنين
- لورينت بونارت
- لوك يونغ
- لوكاس سيفيرينو
- لويس برييتو
- لويس بيريا
- لويس دلغادو
- لويس غارسيا كوندي
- لي دونغ كوك
- ليون كورت
- ليونيل كابوني
- ماتيا كيزمان
- ماتيو فيراري
- ماثيو أبسون
- ماجي كيو
- مارتن بتروف
- ماركو كانيرا
- ماركوس برول
- ماركوس كاتزر
- مارلون هاريوود
- ماريس فيرباكوفسكس
- ماريوس ليفاندوفسكي
- ماساشي موتوياما
- ماسيمو ماكاروني
- ماكسيم كالينيتشنكو
- مامادو باكايوكو
- مامادو نيانغ
- مامادي سيديبي
- مانويل فريدريتش
- ماهر السيد
- ماورو إسبوزيتو
- مايكل أوين
- مايكل بول
- مايكل داف
- مجبل عجب
- محرز اللوز
- محمد حسن علوان
- محمد حمص
- محمد علي (أمير)
- محمد قادر
- محمد هاردي جعفر
- محمدو ديسا
- مصباح سعد مصباح
- منتظر الزيدي
- مهدي مرياح
- موزارت سانتوس باتيستا جونيور
- ميثم الرزق
- ميكلوس فيهر
- ميكي جيمس
- ميل ستريوفسكي
- ميليفوي نوفاكوفيتش
- مينا سوفاري
- ناتاشا ليون
- نادينا
- نانسي عجاج
- ناوتاكي هانيو
- ناوهيرو تاكاهارا
- نايف القاضي
- نبيل بلحاج
- نسيمة بوصلاح
- نصر الدين كراوش
- نهاد قهوجي
- نورا جونز
- نوي باماروت
- نيك ستال
- نيكولاس أنيلكا
- نيكولاس ديوز
- نيكولاس كوردوفا
- نيكولتشي نوفيسكي
- نيكي ويفر
- هادي نصر الله
- هايدن مولينز
- هايرودن عمر
- هند صبري
- هيثم الجاسم
- هيدو هاشيموتو
- هيفاء حسين
- هييث ليدجر
- واصل صفوان العنتبلي
- والتر أيوفي
- وسام العابدي
- ويس براون
- ويسلي مودي
- ويليغتون روبسون بينا دي أوليفيرا
- ياروسلاف دروبني (لاعب كرة قدم)
- ياسر الحبيب
- ياسين أمعوش
- يان هيرنتش
- يوسف المختاري
- يوسف اليوحة
- يوسف وسام
- يوهانز كارل غوديونسون

### يناير
- 16 يناير - آليا مغنية آر إن بي وبوب أمريكية.

### أبريل
- 1 أبريل - أحمد خالد سيناريست ومخرج مصري،

### مايو
- 12 مايو - تاكاشي كوندو، ممثل أداء صوتي ياباني.
- 30 مايو - ريه كغيميا، ممثلة أداء صوتي يابانية.

### يونيو
- 18 يونيو - يوميكو كوباياشي، ممثلة أداء صوتي يابانية.

## وفيات

### يناير
- 3 يناير:  كونراد هيلتون، مالك فندقي أمريكي.
- 5 يناير:  بيلي بليتشر، ممثل أمريكي.
- 11 يناير:  جاك سو، ممثل أمريكي من أصل ياباني.
- 15 يناير:  يانغ تشونغ جيان، عالم أحفوريات صيني.
- 15 يناير:  تشارلز دبليو موريس، فيلسوف الأمريكي وعالم العلامات.
- 16 يناير:  تيد كاسيدي، ممثل أمريكي.
- 22 يناير:  علي حسن سلامة، الزعيم الفلسطيني لمنظمة أيلول الأسود والعقل المدبر لمذبحة ميونيخ عام 1972.
- 26 يناير:  نيلسون روكفلر، نائب الرئيس الحادي والأربعين للولايات المتحدة.
- 27 يناير:  فيكتوريا أوكامبو، كاتبة أرجنتينية.

### فبراير
- 1 فبراير:  ويليام إتش بروكمان الابن، أميرال في البحرية الأمريكية.
- 1 فبراير:  عبدي إيبكجي، صحفي تركي وناشط في مجال حقوق الإنسان.
- 14 فبراير:  فكري باشا أباظة، أديب وصحفي مصري.
- 28 فبراير:  جين هيلتون، ممثلة بريطانية.
- 5 فبراير:  ماري هينتون، ممثلة بريطانية.

### مارس
- 26 مارس - جين ستافورد، روائية وكاتبة قصص قصيرة من الولايات المتحدة.

### مايو
- مايو - مرتضي المطهري، عالم دين وفيلسوف إسلامي ومفكر وكاتب شيعي إيراني، ومن منظّري الجمهوریة الإسلامیة في إيران.

### ديسمبر
- 18 ديسمبر - محمد مفتح عالم دين وسياسي شيعي إيراني، ومن شخصيات الثورة الإسلامية في إيران.

## الجوائز العالمية

### جائزة نوبل
- في الفيزياء – الباكستاني عبد السلام والأمريكيان شيلدون جلاشو وستيفن واينبرج.
- في الكيمياء – الأمريكي هيربرت براون والألماني جورج فيتيغ.
- في الطب – الأمريكي ألان كورماك والبريطاني غودفري هاونسفيلد.
- في الأدب – اليوناني أوديسو إليتيس.
- في السلام – الهندية الأم تريزا.
- في الإقتصاد – الأمريكي ثيودر شولتز ومن سانت لوسيا آرثر لويس.

### جائزة الملك فيصل العالمية
- في خدمة الإسلام – الباكستاني أبو الأعلى المودودي.
- في الدراسات الإسلامية – التركي الألماني فؤاد سزكين
- في اللغة العربية والأدب – لم تمنح لأحد.